# قائمة سفراء روسيا لدى الكويت
سفير روسيا لدى الكويت هو الممثل الرسمي للرئيس وحكومة روسيا الاتحادية في دولة الكويت.
يعمل السفير وطاقمه في السفارة الروسية في مدينة الكويت. ويُعد فلاديمير جيلتوف هو السفير الحالي منذ 10 مارس 2023.

## تاريخ العلاقات الدبلوماسية
أُقيمت العلاقات الدبلوماسية الرسمية بين الكويت والاتحاد السوفيتي في 11 مارس 1963. يُعد ميخائيل تشيركاسوف هو أول سفير بين البلدين، والذي عُين في 27 يونيو 1963. استمر تبادل السفراء طوال فترة وجود الاتحاد السوفيتي. أُخليت السفارة السوفيتية في الكويت لفترة مؤقتة عقب الغزو العراقي للكويت في أغسطس 1990، رغم استمرار العلاقات الدبلوماسية. ومع تفكك الاتحاد السوفيتي عام 1991، اعترفت الكويت بروسيا الاتحادية في 28 ديسمبر 1991.

## قائمة سفراء روسيا لدى الكويت (1963–حتى الآن)

### سفراء الاتحاد السوفيتي لدى الكويت (1963–1991)
| الاسم             | بداية التعيين  | نهاية التعيين  | ملاحظات                             |
| ----------------- | -------------- | -------------- | ----------------------------------- |
| ميخائيل تشيركاسوف | 27 يونيو 1963  | 24 سبتمبر 1966 | قدم أوراق اعتماده في 28 أغسطس 1963  |
| ميخائيل بودروف    | 24 سبتمبر 1966 | 8 يوليو 1970   | قدم أوراق اعتماده في 23 نوفمبر 1966 |
| نيكولاي توبتسين   | 8 يوليو 1970   | 8 مارس 1975    | قدم أوراق اعتماده في 11 أكتوبر 1970 |
| نيكولاي سيكاتشوف  | 8 مارس 1975    | 29 أبريل 1983  | قدم أوراق اعتماده في 6 أبريل 1975   |
| بغوس أكوبوف       | 29 أبريل 1983  | 1986           | قدم أوراق اعتماده في 17 مايو 1983   |
| إرنست زفيريف      | 17 أكتوبر 1986 | 25 ديسمبر 1991 |                                     |

### سفراء روسيا الاتحادية لدى الكويت (1992–حتى الآن)
| الاسم             | بداية التعيين  | نهاية التعيين | ملاحظات                            |
| ----------------- | -------------- | ------------- | ---------------------------------- |
| بيوطر ستيغني      | 31 ديسمبر 1992 | 24 مارس 1998  |                                    |
| فلاديمير شيشوف    | 24 مارس 1998   | 4 يناير 2003  |                                    |
| عزمت كولموخاميتوف | 4 يناير 2003   | 28 يناير 2008 |                                    |
| ألكسندر كينشاك    | 28 يناير 2008  | 4 مارس 2013   | قدم أوراق اعتماده في 28 أبريل 2008 |
| أليكسي سولوماتين  | 4 مارس 2013    | 17 أغسطس 2018 |                                    |
| نيكولاي ماكاروف   | 17 أغسطس 2018  | 10 مارس 2023  |                                    |
| فلاديمير جيلتوف   | 10 مارس 2023   | حتى الآن      | قدم أوراق اعتماده في 30 مايو 2023  |

## وصلات خارجية
- الموقع الرسمي